# فلاديمير بوغومولوف
فلاديمير بوغومولوف (بالإنجليزية: Vladimir Bogomolov)‏ (و. 1924 – 2003 م) هو كاتب، وكاتب سيناريو من الاتحاد السوفيتي، وروسيا، بدأ مشواره المهني سنة 1957، توفي في موسكو، عن عمر يناهز 79 عاماً.

## التعليم
تعلم في جامعة موسكو الحكومية (1952–1954).

## جوائز
حصل على جوائز منها:
- وسام شارة الشرف
- وسام الحرب الوطنية من الدرجة الأولى
- وسام الراية الحمراء من حزب العمال.

## وصلات خارجية
- فلاديمير بوغومولوف على موقع IMDb (الإنجليزية)
- فلاديمير بوغومولوف على موقع قاعدة بيانات الفيلم (الإنجليزية)
- فلاديمير بوغومولوف في قاعدة بيانات الأفلام على الإنترنت